# Scartelaos cantoris
A Scartelaos cantoris a csontos halak (Osteichthyes) főosztályának a sugarasúszójú halak (Actinopterygii) osztályába, ezen belül a sügéralakúak (Perciformes) rendjébe, a gébfélék (Gobiidae) családjába és az iszapugró gébek (Oxudercinae) alcsaládjába tartozó faj.

## Előfordulása
A Scartelaos cantoris előfordulási területe az Indiai-óceán keleti részén van. Az Andamán- és Nikobár-szigetek endemikus hala.

## Megjelenése
Testhossza elérheti a 12 centimétert. Az alsó állkapcsán nincsen tapogatóbajsza; a felső állcsontján 25-37 fog ül. A testén a második hátúszó töve előtt 5-10 függőleges, halvány sáv látható. A második hátúszón nincsenek nagy, fekete foltok, hanem annak tövében három barnásfekete, vízszintes csík húzódik. A farok alatti úszót és a farokúszót egy hártya köti össze.

## Életmódja
Trópusi halfaj, amely a sósvízhez alkalmazkodott. Az oxigént képes, egyenesen a levegőből kivenni, azzal a feltétellel, ha nedvesek a kopoltyúi és a bőre. A víz alá is lemerülhet.